# Chinkultic
Chinkultic (néha Chincultic) a mexikói Chiapas állambeli Chunujabab lagúna területén levő maja romváros. A 20. század elején felfedezett város központi területén 200 épület található, amelyek legnagyobb része a klasszikus időszakból származik. A romváros szakadék szélén található a számos tó egyikének partján, a labdapálya viszont laposabb részen.
Az emberi jelenlét első nyomai a klasszikus kor elejére tehetőek (Kr.e. 1. század). A klasszikus korra Chinkultic már regionális hatalom volt. Befolyását esetleg annak a ténynek köszönheti, hogy más városokból származó nemeseket tartott fogva, erre a fogvatartottak gyakori ábrázolása utalhat. A városállam dinasztikus történetét (Kr. u. 591-től 897-ig) a számtalan eddig feltárt felirat ellenére is alig kutatták. A feltárt cserépedények segítségével sikerült bebizonyítani, hogy a maja kultúra összeomlása ellenére a terület még a késő klasszikus kor idején is lakott lehetett. Ebből a korból származik az egyik fontos chinkultici lelet: az úgynevezett chinkultici korong is, amely a labdajátékpálya egyik jelzőtárgya volt.